# Long Creek (Oregon)
Long Creek é uma cidade localizada no estado norte-americano de Oregon, no Condado de Grant.

## Demografia
Segundo o censo norte-americano de 2000, a sua população era de 228 habitantes.
Em 2006, foi estimada uma população de 199, um decréscimo de 29 (-12.7%).

## Geografia
De acordo com o United States Census Bureau tem uma área de
2,6 km², dos quais 2,6 km² cobertos por terra e 0,0 km² cobertos por água. Long Creek localiza-se a aproximadamente 1141 m acima do nível do mar.

## Localidades na vizinhança
O diagrama seguinte representa as localidades num raio de 40 km ao redor de Long Creek.